# La Commère
La Commère est une comédie en un acte et en prose de Marivaux écrite en 1741 pour le Théâtre-Italien qui fut sans doute jouée en société mais ne fut pas représentée.
Cette pièce, longtemps considérée comme perdue, fut apparemment la dernière que Marivaux ait composée pour le Théâtre-italien qui ne la joua pas. Le manuscrit fut récupéré par le comte de Pont de Vesle, neveu de Claudine Guérin de Tencin, avant de disparaitre au gré des diverses ventes à l’encan dispersant le contenu de bibliothèques. Il fut retrouvé en 1965 par Sylvie Chevalley, bibliothécaire-archiviste de la Comédie-Française et créé par la troupe en 1967.
La Commère ne laisse pas de surprendre par l’esprit d’innovation, qui annonce le drame bourgeois, dont elle fait preuve en reprenant la trame de la seconde partie de son roman inachevé, le Paysan parvenu, que Marivaux a adapté pour la scène en modifiant sensiblement les données et radicalement la conclusion de l’histoire.

## Personnages
- La Vallée.
- Monsieur Remy.
- Monsieur Thibaut et son confrère, notaires.
- Le Neveu de Mademoiselle Habert.
- Madame Alain.
- Mademoiselle Habert.
- Agathe.
- Javotte.

## L’intrigue
Mademoiselle Habert a entrepris d’épouser le jeune paysan Jacob qui a pris le nom de M. de La Vallée. Madame Alain, chez qui elle est installée, se charge des modalités du mariage. Malheureusement, elle est si bavarde qu’elle en révèle assez à son propre soupirant, Monsieur Rémy, pour alerter le neveu de mademoiselle Habert. Comme le mariage de sa tante lui ferait perdre son héritage, celui-ci a tout intérêt à voir ses projets de mariage échouer. D’autre part, Javotte, qui s’avère être une parente de Jacob n’ignorant rien des origines paysannes de celui-ci, complique un peu plus les choses en révélant cette vérité gênante à tous. De surcroît, la servante Agathe, qui a ses propres visées sur Jacob, va œuvrer beaucoup plus efficacement à la ruine des plans de sa maîtresse : lorsqu’elle constate que le notaire et les témoins ont été envoyés pour le marier à mademoiselle Habert, Agathe le fait accuser d’avoir manqué à une promesse de mariage qu’il lui aurait faite. Indignée de l’« infidélité » de Jacob, mademoiselle Habert rompt immédiatement les projets du mariage, qui ne se fera pas.

## La création mondiale
Comédie-Française, 24 avril 1967

## Fiche technique de la capture télévisée
- Auteur : Marivaux
- Mise en scène : Michel Duchaussoy
- Réalisateur : Jean Pignol
- Directeur de la photographie : Claude Gallaud
- Décors : Janine Thomann, Suzanne Lalique
- Ensemblier : Christian Reynier
- Ingénieur de la vision : Louis Morin
- Ingénieur du son : Serge Hublet
- Illustrateur sonore : Alain Poinsot
- Montage magnétoscope : Thérèse Sonntag

## Distribution de la capture télévisée
- Françoise Seigner : Mme Alain, la commère
- Louise Conte : Mademoiselle Habert
- Alain Pralon : La Vallée
- Michel Aumont : le Neveu de Mlle Habert
- Catherine Samie : Javotte
- Jean-Paul Roussillon : M. Thibaut
- Simon Eine : Thibaut, le Second notaire
- Jean-Paul Moulinot : M. Rémy
- François Beaulieu : le premier notaire
- Paule Noelle : Agathe

## Source
- Sylvie Chevalley, Préface de La Commère, Paris, Hachette, 1966, p. 9-24.